# Alchermes
Alchermes (také psáno alkermes) je italský likér vyznačující se karmínovou barvou. Obsahuje mj. hřebíček, skořici, vanilku, muškátový oříšek, růžovou vodu a malinovou šťávu. Obsah alkoholu se pohybuje od 21 do 32 %. Hlavním výrobcem je Officina profumo-farmaceutica di Santa Maria Novella ve Florencii, jejíž receptura pochází z roku 1743.
Název pochází z arabského výrazu al-kirmiz (القرمز) označujícího krvavě červenou barvu. Již v osmém století je na Blízkém Východě doložena příprava lektvaru, který kromě bylinek a koření obsahoval také surové hedvábí, ambru, pižmo a mleté perly. Byl považován ze záruku dlouhověkosti a středověcí lékaři ho doporučovali na srdeční choroby i na spalničky. Přes Španělsko se recept dostal do Itálie a velkou oblibu získal na dvoře Medicejských, odtud jeho přezdívka liquore dei Medici. Původně se k barvení používal červec nopálový, kterého později nahradily syntetické látky jako azorubin.
Alchermes se obvykle podává jako digestiv v broušených sklenicích, v nichž vynikne jeho zbarvení. Používá se také na dochucení svařeného vína nebo koktejlu Negroni. Cukráři ho přidávají do dezertů jako zuppa inglese, rocciata, zuccotto, crema reggina nebo pesche dolci. Specialitou města Prato je mortadela s příchutí alchermisu. Na Sicílii se tento likér podává dětem jako prostředek proti leknutí (vermi da spavento).